# Ilia (Hunedoara)
Ilia (in ungherese Marosillye, in tedesco Elienmarkt) è un comune della Romania di 3 789 abitanti, ubicato nel distretto di Hunedoara, nella regione storica della Transilvania.
Il comune è formato dall'unione di 9 villaggi: Bacea, Bretea Mureșană, Brâznic, Cuieș, Dumbrăvița, Ilia, Săcămaș, Sârbi, Valea Lungă.
A Ilia nacque, attorno al 1580, Gabriele Bethlen, Principe di Transilvania.